# 1838 en santé et médecine
| Années de la santé et de la médecine : 1835 - 1836 - 1837 - 1838 - 1839 - 1840 - 1841    |
| Décennies de la santé et de la médecine : 1800 - 1810 - 1820 - 1830 - 1840 - 1850 - 1860 |

Cet article présente les faits marquants de l'année 1838 en santé et médecine.

## Événements
- 30 juin : en France, une loi institue les « asiles d'aliénés », règle les placements et les dépenses liées[1].

## Publications
- Jean-Étienne Esquirol : Des maladies mentales considérées sous le rapport médical, hygiénique, et médico-légal.

## Naissances
- 26 mars : Alexander Crum Brown (mort en 1922), médecin et chimiste écossais.
- 30 novembre : Carl Haussknecht (mort en 1903), pharmacien et botaniste allemand.
- Thomas MacLagan (mort en 1903), médecin et pharmacologue écossais[2].

## Décès
- 12 mai : Jędrzej Śniadecki (né en 1768), écrivain, biologiste, chimiste et médecin polonais[3].
- 17 novembre : François Broussais (né en 1772),  chirurgien français[4].